# Carlos Alberto Gomes da Silva Filho
Carlos Alberto Gomes da Silva Filho (João Pessoa, 14 de abril de 2002), conocido solo como Carlos Alberto, es un futbolista brasileño. Juega de extremo y su equipo es el Cuiabá E. C. del Campeonato Brasileño de Serie B.

## Trayectoria
Carlos Alberto comenzó su carrera en el América Mineiro, debutando por el primer equipo el 18 de febrero de 2020 ante Coimbra en el Campeonato Mineiro.
En enero de 2023 fue cedido al Botafogo. Posteriormente este lo fichó y en enero de 2024 lo prestó al RWDM hasta el final de la temporada 2023-24.
En enero de 2025 abandonó definitivamente Botafogo después de ser adquirido el 60% de sus derechos por Sport Recife, equipo con el que firmó hasta finales de 2028. Seis meses después fue prestado al Cuiabá E. C.

## Selección nacional
Fue seleccionado sub-20 de Brasil.

## Estadísticas
Actualizado al último partido disputado el 16 de julio de 2025.
| Club                     | Div.          | Temporada     | Liga  | Liga  | Estatal | Estatal | Copas nacionales | Copas nacionales | Copas internacionales | Copas internacionales | Total | Total |
| Club                     | Div.          | Temporada     | Part. | Goles | Part.   | Goles   | Part.            | Goles            | Part.                 | Goles                 | Part. | Goles |
| ------------------------ | ------------- | ------------- | ----- | ----- | ------- | ------- | ---------------- | ---------------- | --------------------- | --------------------- | ----- | ----- |
| América Mineiro · Brasil | 2.ª           | 2019          | 0     | 0     | 0       | 0       | —                | —                | —                     | —                     | 0     | 0     |
| América Mineiro · Brasil | 2.ª           | 2020          | 1     | 0     | 2       | 0       | 0                | 0                | —                     | —                     | 3     | 0     |
| América Mineiro · Brasil | 1.ª           | 2021          | 8     | 1     | 4       | 0       | 2                | 0                | —                     | —                     | 14    | 1     |
| América Mineiro · Brasil | 1.ª           | 2022          | 6     | 0     | 4       | 1       | 1                | 0                | 4                     | 0                     | 15    | 1     |
| América Mineiro · Brasil | Total club    | Total club    | 15    | 1     | 10      | 1       | 3                | 0                | 4                     | 0                     | 32    | 2     |
| Botafogo · Brasil        | 1.ª           | 2023          | 15    | 2     | 11      | 1       | 2                | 0                | 5                     | 1                     | 33    | 4     |
| RWDM · Bélgica           | 1.ª           | 2023-24       | 16    | 3     | ―       | ―       | 1                | 0                | ―                     | ―                     | 17    | 3     |
| RWDM · Bélgica           | Total club    | Total club    | 16    | 3     | 0       | 0       | 1                | 0                | 0                     | 0                     | 17    | 3     |
| Botafogo · Brasil        | 1.ª           | 2024          | 7     | 1     | ―       | ―       | 2                | 1                | 0                     | 0                     | 9     | 2     |
| Botafogo · Brasil        | 1.ª           | 2025          | ―     | ―     | 2       | 0       | ―                | ―                | ―                     | ―                     | 2     | 0     |
| Botafogo · Brasil        | Total club    | Total club    | 22    | 3     | 13      | 1       | 4                | 1                | 5                     | 1                     | 44    | 6     |
| Sport Recife · Brasil    | 1.ª           | 2025          | 9     | 0     | 15      | 3       | 1                | 0                | ―                     | ―                     | 25    | 3     |
| Sport Recife · Brasil    | Total club    | Total club    | 9     | 0     | 15      | 3       | 1                | 0                | 0                     | 0                     | 25    | 3     |
| Cuiabá E. C. · Brasil    | 2.ª           | 2026          | 1     | 1     | ―       | ―       | ―                | ―                | ―                     | ―                     | 1     | 1     |
| Cuiabá E. C. · Brasil    | Total club    | Total club    | 1     | 1     | 0       | 0       | 0                | 0                | 0                     | 0                     | 1     | 1     |
| Total carrera            | Total carrera | Total carrera | 63    | 8     | 38      | 5       | 9                | 1                | 9                     | 1                     | 119   | 15    |

## Palmarés

### Títulos estatales
| Título                  | Club         | Estado     | Año  |
| ----------------------- | ------------ | ---------- | ---- |
| Campeonato Pernambucano | Sport Recife | Pernambuco | 2025 |

### Títulos nacionales
| Título               | Club           | País   | Año  |
| -------------------- | -------------- | ------ | ---- |
| Campeonato Brasileño | Botafogo F. R. | Brasil | 2024 |

### Títulos internacionales
| Título                       | Equipo         | Sede         | Año  |
| ---------------------------- | -------------- | ------------ | ---- |
| Copa Libertadores de América | Botafogo F. R. | Buenos Aires | 2024 |